# Мандрівна продавчиня
Мандрівна продавчиня (англ. The Traveling Saleswoman) — американський комедійний вестерн режисера Чарльза Райснера 1950 року.

## Сюжет
У цій західній комедії Мейбл Кінг, дочка глави компанії з продажу мила, відправляється на захід як мандрівна продавчиня.

## У ролях
- Джоан Девіс — Мейбл Кінг
- Енді Дівайн — Вальдо
- Адель Йоргенс — Ліллі
- Джо Сойер — Кактус Джек
- Дін Райснер — Том
- Джон Л. Кейсон — Фред
- Чіф Тандерклауд — Олень, що біжить